# سلفوناميد (كيمياء)

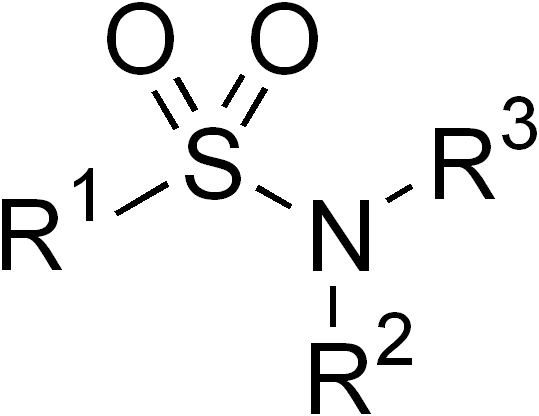
بنية مجموعة السلفوناميد

في الكيمياء, السلفوناميد هي مجموعة وظيفية لها البنية S(=O)2-NH2, 
وتمثل مجموعة سلفونيل متصلة بمجمموعة أمينية.
يطلق المركب الحاوي على هذه المجموعة بمركب سلفوناميد حيث تكون له الصيغة العامة RSO2NH2، حيث تمثل R هنا الباقي العضوي. على سبيل المثال سلفوناميد الميثان له الصيغة CH3SO2NH2.
أي مركب سلفوناميد يمكن أن يعتبر أنه مشتق من حمض السلفونيك باستبدال مجموعة الهيدروكسيل بزمرة أمينية.
لمركبات السلفوناميد استعمال هام في الطب، حيث تدعى بعقاقير السلفا.

## الاصطناع العضوي
تحضر مركبات السلفوناميد مفي المختبر بعدة طرق. على سبيل المثال يؤدي تفاعل كلوريد السلفونيل مع الأمينات أثناء تحضير مركب سلفونيل ميثيلاميد. يحصل على كلوريد السلفونيل من كلوريد التوسيل (بارا كلوريد سلفونيل التولوين) 

## معرض صور

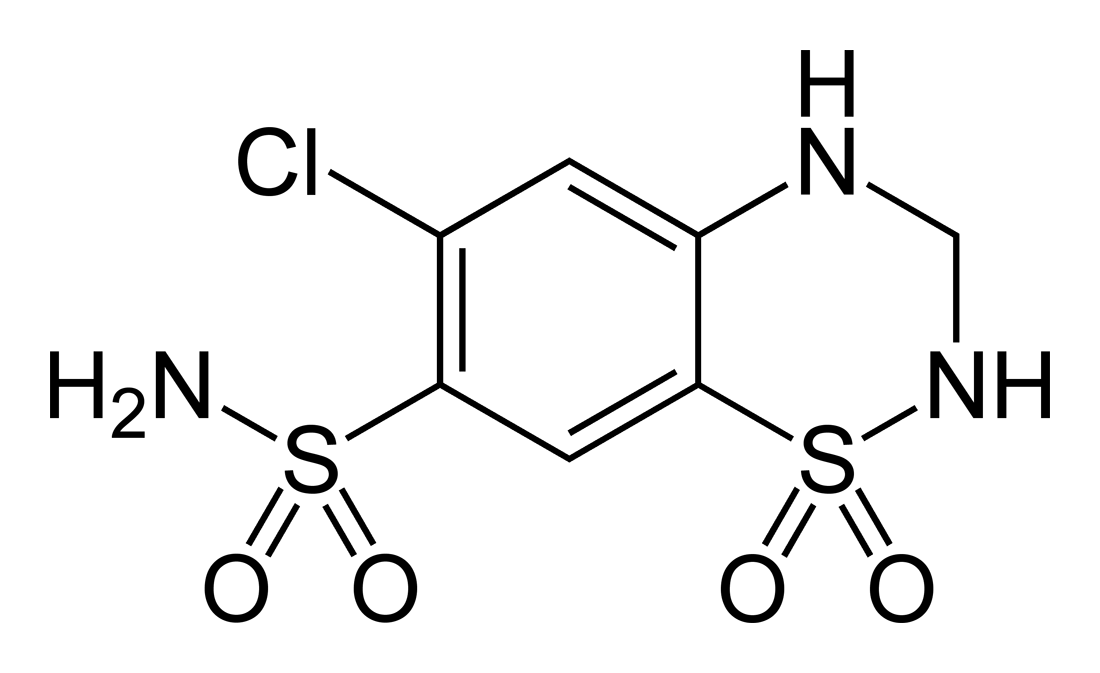

## اقرأ أيضاً
- سلفوناميد ( طب)
- حمض السلفاميك
- سلفاميد